# Duncan Idaho
Pour les articles homonymes, voir Duncan.
Duncan Idaho est un personnage de fiction issu du cycle de Dune de l'écrivain Frank Herbert.
Seul personnage à être présent dans chacun des tomes, on peut ainsi le considérer comme le héros récurrent du cycle car il joue un rôle important dans chaque tome sans être au premier plan, chaque tome ayant un héros qui lui est propre.
Dans le premier livre de la saga, Idaho, soldat formé par le Ginaz, est le maître d’armes de la Maison Atréides et un lieutenant du duc Leto Atréides, aux côtés notamment de Gurney Halleck et du mentat Thufir Hawat. Il est l'un des professeurs et mentors du fils du duc, Paul Atréides, pour lequel il mourra en le protégeant, avant de revenir à de multiples reprises sous forme de ghola tout au long de la saga.

## Biographie du personnage

### Origines
Dans les volumes Avant Dune (La Maison des Atréides, La Maison Harkonnen et La Maison Corrino) écrits postérieurement à l’œuvre d'Herbert par Kevin J. Anderson et Brian Herbert, on en apprend plus sur la jeunesse de Duncan.
Duncan Idaho est originaire de Giedi Prime. À l’âge de 8 ans, il voit ses parents assassinés, au cours de jeux, par Glossu Rabban de la Maison Harkonnen. Il est ensuite utilisé comme proie pour une chasse humaine, loisir cruel typique des Harkonnen. Sa rage lui permet de survivre et de s’enfuir sur Caladan, planète berceau de la Maison Atréides et d’entrer au service du duc Paulus Atréides, le père du premier Leto Atréides. C’est Leto qui lui offrira une formation de maître d'armes sur Ginaz.

### De Caladan à Arrakis
Dans Dune, Duncan Idaho est le maître d'armes et un fidèle lieutenant de la Maison Atréides sur Caladan. Redoutable combattant au couteau (associé au bouclier énergétique avec effet Holtzman), il a notamment pour tâche d'éduquer au combat et à la science militaire le jeune Paul Atréides, le fils du duc Leto et de sa concubine, dame Jessica. Ami et instructeur de Paul, ce dernier le surnomme « l'homme droit ».
Quand, sur ordre de l’empereur Padishah Shaddam IV, la Maison Atréides se voit contrainte de prendre possession du fief planétaire d'Arrakis, Duncan Idaho devient l’ambassadeur de Leto auprès des Fremen, le libre peuple du désert. Avec l'aide de Duncan, Leto espère faire de ce peuple son allié dans la guerre qui semble inévitable contre l’empereur Shaddam IV allié à la Maison Harkonnen. Partageant l’existence des Fremen, Duncan servira à la fois Stilgar, le naib du Sietch Tabr, et son duc.
Une nuit, il se présente ivre aux portes du palais de la résidence ducale d'Arrakeen, accusant dans ses délires dame Jessica d'être une « sale espionne Harkonnen », propos qui sèmeront le trouble chez les Atréides jusqu'aux jours de l'invasion orchestrée par le baron Vladimir Harkonnen.
Par la suite, après l'attaque-surprise des Harkonnen alliés aux troupes Sardaukar de l’empereur, Duncan parvient à fuir et retrouve Paul et sa mère Jessica qui avaient été conduits dans le désert pour y être exécutés. Pris au piège dans un avant-poste souterrain contrôlé par Liet Kynes, le planétologiste impérial d'ascendance fremen auprès duquel ils étaient venus chercher assistance, Duncan meurt sous les coups des Sardaukar, défendant l'accès au bureau de Kynes. Il est rapporté dans Les Enfants de Dune qu'Idaho arriva à tuer jusqu’à dix-neuf Sardaukar avant d'être débordé par le nombre, ce qui constitue une incroyable prouesse.
Dans le deuxième volume, Le Messie de Dune, Idaho réapparaît sous la forme d’un ghola (un clone) répondant au nom de Hayt. En effet, après sa mort dans le tome précédent, les Sardaukars ont transmis son corps au Bene Tleilax qui en a fait un ghola et l’a vendu à la Guilde spatiale. Cette dernière offre Hayt à Paul, comme un cadeau empoisonné, espérant causer sa perte. Mais Duncan retrouve sa mémoire originelle à la fin du livre, après avoir surmonté la compulsion meurtrière implantée dans son esprit par les Tleilaxu, qui lui commandait de tuer Paul à un moment précis.

### À travers les siècles sur le Sentier d'Or
Dans le troisième tome de la saga, Les Enfants de Dune, le ghola Duncan Idaho, autrefois Hayt, est l'époux de la sœur de Paul, Alia Atréides. Comprenant que sa femme, régente de l’empire des Atréides à la suite du départ de Paul dans le désert, est au bord de la folie et en partie possédée par l'esprit de son ancêtre, le baron Vladimir Harkonnen, Duncan bafoue l'honneur de Stilgar en tuant l'amant d'Alia au sein du Sietch de Stilgar, obligeant ce dernier à le tuer et à sortir de sa neutralité contre Alia. Par ce sacrifice, Duncan permet de débloquer la situation en engageant les forces Fremen dans le jeu politique de l'empire.
Par la suite, dans L'Empereur-Dieu de Dune, et pendant des milliers d’années, Duncan réapparaît à de nombreuses reprises sous forme de gholas, créés par le Bene Tleilax à la demande de l’Empereur-Dieu Leto II, qui mène son programme génétique personnel, séparé de celui du Bene Gesserit, aboutissant au Sentier d'Or. Mais chaque ghola finit par mourir, soit tué par Leto lui-même, ou plus rarement de vieillesse, l’Empereur-Dieu cherchant à cultiver un caractère particulier chez ces gholas et s'en servant comme d'un mâle reproducteur au sein de son programme génétique. Celui-ci sera finalement un succès, puisque Duncan finit par dépasser sa condition de ghola, avec l’aide de Siona Atréides, lointaine descendante de Leto II et issue elle aussi de son programme de sélection. Finalement, aidée par Duncan, Siona, du fait de sa capacité à être invisible aux dons de prescience de Leto, finit par mettre un terme au règne sans fin de son créateur, comme ce dernier l’avait prédit.
Comme si l’écoulement du temps ne pouvait l’effacer, Duncan reviendra ensuite des siècles plus tard dans Les Hérétiques de Dune, toujours en tant que ghola, ramené cette fois par le Bene Gesserit et éveillé par le Bashar Mentat Miles Teg, un descendant des Atréides qui deviendra son mentor puis son ami.
À la fin du dernier tome écrit par Frank Herbert, La Maison des mères, le dernier ghola en date de Duncan Idaho, retenu contre son gré sur la planète du Chapitre, la planète centrale du Bene Gesserit, s’échappe vers l’inconnu à bord d’un non-vaisseau spatial, emportant avec lui une petite colonie qui paraît destinée à fonder un nouveau monde : Sheeana, une Révérende-Mère du Bene Gesserit portant les gènes de Siona qui la rendent indétectable par les prescients, Scytale, le dernier Maître du Bene Tleilax (qui dissimule dans son corps des cellules prêtes à régénérer des Danseurs-Visage de la nouvelle génération ainsi que tous les principaux héros de la saga) et l'un des rejetons du dernier ver des sables de la planète Dune, sauvé par Teg avant la destruction de la planète des sables par les Honorées Matriarches.
Un mystérieux vieux couple assiste, au travers de l’espace-temps, à la fuite organisée par Duncan, qui a réussi à faire passer le non-vaisseau au travers d’un « filet » dans lequel les créatures projetaient de l’intercepter. La femme reproche à l’homme d’avoir laissé Duncan s’échapper, mais l’homme prétexte qu’il n'a pas pu retenir Duncan Idaho, parce qu’il était « trop dilué ». La saga originale s’achève ainsi.

## Rôle dansAprès Dunede Brian Herbert
Dans les compléments posthumes de Kevin J. Anderson et Brian Herbert, Les Chasseurs de Dune et Le Triomphe de Dune, Duncan Idaho et les autres occupants de l'Ithaque continuent de fuir le mystérieux vieux couple. Il est en proie avec son passé et notamment son imprégnation mutuelle avec Murbella, que Sheeana parviendra a neutraliser. Durant des années Duncan et les autres tentent de trouver un nouveau monde où s'installer, tout en développant leur programme de gholas pour préparer toute éventualité contre les honorées matriarches et l'ennemie inconnue. 
Infiltrés par des danseurs visages, ils finissent par tomber aux mains du vieux couple qui se révèlent être Omnius et Erasme. Dans une prophétie mathématique le sur-esprit, qui a finalement survécu au Jihad butlérien, devient le maître de l'univers mais doit pour cela disposer d'un Kwisatz Haderach. Finalement, Norma Cenva expulse Omnius dans un univers parallèle et révèle à Duncan qu'il est le véritable et unique Kwisatz Haderach. Il fait le partage avec Erasme qui fait de lui le nouveau maître des machines et lui demande de le tuer, son but étant atteint. Grâce à ses pouvoirs Idaho met fin à la guerre, et machines et humains peuvent à nouveau prospérer dans la paix.